# Olympische Sommerspiele 1920/Leichtathletik – 10.000 m Gehen (Männer)

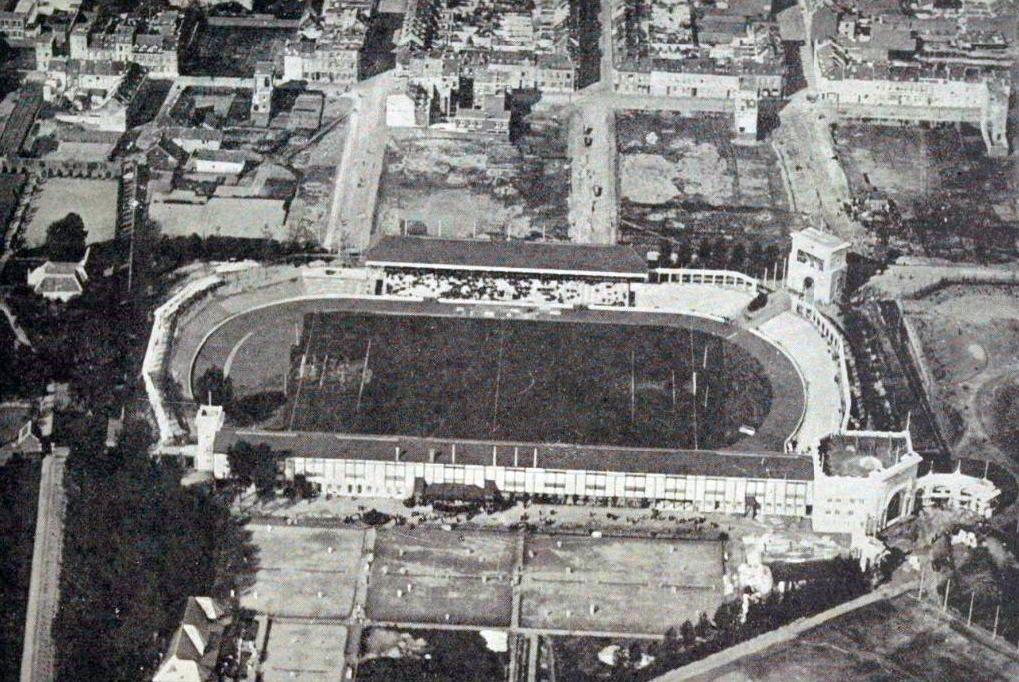
Das Antwerpener Olympiastadion

Der Wettbewerb über 10.000 Meter Gehen der Männer bei den Olympischen Spielen 1920 in Antwerpen wurde am 17. und 18. August 1920 auf der Bahn des Antwerpener Olympiastadions ausgetragen. 23 Athleten nahmen daran teil.
Olympiasieger wurde der Italiener Ugo Frigerio vor dem US-Amerikaner Joseph Pearman. Der Brite Charles Gunn gewann die Bronzemedaille.
Der Schweizer Stanislas Anselmetti konnte seinen Wettbewerb in der Vorrunde nicht beenden. Deutsche und österreichische Athleten waren von der Teilnahme an diesen Spielen ausgeschlossen.

## Bestehende Rekorde
| Weltrekord         | 45:26,4 min | Gunnar Rasmussen ( Dänemark) | Kopenhagen Dänemark   | 18. August 1918 |
| Olympischer Rekord | 45:28,4 min | George Goulding ( Kanada)    | OS Stockholm Schweden | 11. Juli 1912   |

Der bestehende olympische Rekord wurde hier sicherlich auch aufgrund der schlechten Bahnverhältnisse mit einer um 2:37,8 min über dem Rekord liegenden Zeit sehr deutlich verfehlt.

## Durchführung des Wettbewerbs
Am 17. August ab 9.30 Uhr wurden insgesamt zwei Vorrunden durchgeführt. Athleten auf den ersten sechs Plätzen – hellblau unterlegt – qualifizierten sich für das Finale, das am 18. August um 11.00 Uhr stattfand.

## Vorrunde
Datum: 17. August 1920, ab 9.30 Uhr

### Runde 1

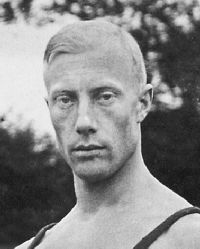
Eduard Hermann wurde im ersten Vorrundenwettbewerb disqualifiziert

| Platz | Name             | Nation             | Zeit        | Anmerkung |
| ----- | ---------------- | ------------------ | ----------- | --------- |
| 1     | Ugo Frigerio     | Königreich Italien | 47:06,4 min |           |
| 2     | Joseph Pearman   | USA                | 47:30,0 min |           |
| 3     | George Parker    | Australien         | 47:31,0 min |           |
| 4     | Donato Pavesi    | Königreich Italien | 48:12,0 min |           |
| 5     | Charles Gunn     | Großbritannien     | 48:22,0 min |           |
| 6     | Jean Seghers     | Belgien            | 48:29,0 min |           |
| 7     | Winfred Rolker   | USA                | k. A.       |           |
| DNF   | Charles Dowson   | Großbritannien     |             |           |
| DNF   | Josef Šlehofer   | Tschechoslowakei   |             |           |
| DSQ   | Eduard Hermann   | Estland            |             |           |
| DSQ   | Gunnar Rasmussen | Dänemark           |             |           |
| DSQ   | Martial Simon    | Frankreich         |             |           |
| DSQ   | Paul Verlaeckt   | Belgien            |             |           |

### Runde 2
| Platz | Name                 | Nation                | Zeit        | Anmerkung |
| ----- | -------------------- | --------------------- | ----------- | --------- |
| 1     | William Hehir        | Großbritannien        | 51:33,8 min |           |
| 2     | Cecil McMaster       | Südafrikanische Union | 51:39,0 min |           |
| 3     | Thomas Maroney       | USA                   | 51:54,6 min |           |
| 4     | William Plant        | USA                   | 52:18,3 min |           |
| 5     | Luis Meléndez        | Spanien               | 53:56,6 min |           |
| 6     | Antoine Doyen        | Belgien               | k. A.       |           |
| DNF   | Stanislas Anselmetti | Schweiz               |             |           |
| DSQ   | Eversleigh Freeman   | Kanada                |             |           |
| DSQ   | Niels Pedersen       | Dänemark              |             |           |
| DSQ   | Charles Wiggers      | Belgien               |             |           |

## Finale
Datum: 18. August 1920, 11.00 Uhr
| Platz | Name           | Nation                | Zeit        | Anmerkung |
| ----- | -------------- | --------------------- | ----------- | --------- |
| 1     | Ugo Frigerio   | Königreich Italien    | 48:06,2 min |           |
| 2     | Joseph Pearman | USA                   | 49:40,2 min |           |
| 3     | Charles Gunn   | Großbritannien        | 49:43,9 min |           |
| 4     | Cecil McMaster | Südafrikanische Union | 50:04,0 min |           |
| 5     | William Hehir  | Großbritannien        | 50:11,8 min |           |
| 6     | Thomas Maroney | USA                   | 50:24,4 min |           |
| 7     | Jean Seghers   | Belgien               | 50:32,4 min |           |
| 8     | Antoine Doyen  | Belgien               | 56:30,0 min |           |
| DNF   | Luis Meléndez  | Spanien               |             |           |
| DSQ   | Donato Pavesi  | Königreich Italien    |             |           |
| DSQ   | William Plant  | USA                   |             |           |
| DNS   | George Parker  | Australien            |             |           |

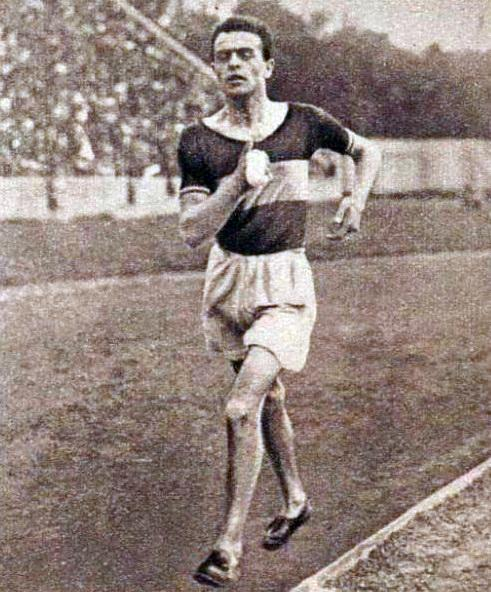
Ein überlegener Ugo Frigerio errang seiner ersten Goldmedaille

Der US-Amerikaner Joseph Pearman führte das Feld bis zur Hälfte des Rennens an, danach übernahm Ugo Frigerio die Spitze und erarbeitete sich schnell einen Vorsprung, den er bis zum Ziel immer weiter ausbaute. Er gewann mit über einer halben Runde Vorsprung vor Pearman und dem Briten Charles Gunn. Der olympische Rekord aus dem Jahre 1912 wurde hier nicht angetastet, wobei die nicht gerade guten Bahnverhältnisse eine große Rolle spielten.
Für Frigerio war es die erste von insgesamt drei Goldmedaillen in seiner Karriere. Im Wettbewerb über 3000 Meter drei Tage später errang er seinen zweiten Olympiasieg 1920.